# Я не боюсь (фильм)
«Я не боюсь» (итал. Io non ho paura) — кинофильм режиссёра Габриэле Сальватореса, вышедший на экраны в 2003 году. Экранизация одноимённого романа Никколо Амманити.

## Сюжет
Действие происходит в 1970-е годы в глухой итальянской провинции. 10-летний Микеле проводит летние дни в играх с друзьями. Однажды они забредают к заброшенному дому, где Микеле обнаруживает в земле загадочную яму, прикрытую сверху крышкой. Не сказав никому ни слова, он на следующий день возвращается к своей находке и, к своему удивлению, обнаруживает в яме мальчика, сидящего на цепи. Микеле приносит напуганному узнику воды и хлеба, и вскоре они знакомятся; из телевизионной передачи становится известно, что мальчика зовут Филиппо и он был похищен с целью получения большого выкупа. Тем временем Микеле узнаёт, что похищение было устроено группой взрослых, в которую входит его собственный отец...

## В ролях
- Джузеппе Кристиано — Микеле
- Маттиа ди Пьерро — Филиппо
- Айтана Санчес-Хихон — Анна, мать Микеле
- Дино Аббрешия — Пино, отец Микеле
- Джорджо Каречча — Феличе
- Диего Абатантуоно — Серджо
- Джулия Маттуро — Мария, сестра Микеле

## Награды и номинации
- 2003 — участие в конкурсной программе Берлинского кинофестиваля.
- 2003 — номинация на премию Европейской киноакадемии за лучшую операторскую работу (Итало Петриччоне).
- 2003 — три премии «Серебряная лента» Итальянского национального синдиката киножурналистов: лучший режиссёр (Габриэле Сальваторес), операторская работа (Итало Петриччоне) и актер второго плана (Диего Абатантуоно). Кроме того, лента была номинирована ещё в четырёх категориях: лучшая компания-производитель (Cattleya), сценарий (Никколо Амманити, Франческа Марчиано), музыка (Эцио Боссо, Пепо Шерман), звук (Мауро Лаццаро).
- 2004 — премия «Давид ди Донателло» за лучшую операторскую работу (Итало Петриччоне) и «Юношеский Давид» (Габриэле Сальваторес), а также 4 номинации: лучший фильм (Маурицио Тотти, Риккардо Тоцци, Габриэле Сальваторес), лучший актер второго плана (Диего Абатантуоно), лучшая музыка (Эцио Боссо), лучший звук (Мауро Лаццаро).
- 2004 — номинация на премию «Молодой актёр» за лучший международный фильм.
- 2005 — номинация на премию «Бодил» за лучший неамериканский фильм.
- 2005 — номинация на премию Эдгара Аллана По за лучший сценарий (Никколо Амманити, Франческа Марчиано).